# Willi Büchner-Uhder
Willi Büchner-Uhder (* 26. Dezember 1928 in Quedlinburg; † 3. Februar 2003 in Halle) war ein deutscher Jurist und Professor für Staats- und Verwaltungsrecht.

## Leben
Er studierte an der Universität Halle Rechtswissenschaft bis 1951. Am 10. Juni 1955 promovierte er an der Juristischen Fakultät der Martin-Luther-Universität Halle-Wittenberg über ein Thema zur Entwicklung und Gestaltung des Beamtenrechts in der Bundesrepublik aus DDR-Sicht. Zum Dozenten für Verwaltungsrecht wurde er 1956 ernannt. Nach seiner Habilitation am 29. Juni 1963 wurde er zum Professor mit Lehrauftrag für Staatsrecht berufen und Direktor des Instituts für Staatsrecht, das ursprünglich als Institut für Staats- und Verwaltungsrecht bezeichnet wurde.
In einer Festveranstaltung würdigte Büchner-Uhder 1965, nunmehr Dekan der Juristischen Fakultät der Martin-Luther-Universität Halle-Wittenberg als Nachfolger von Gerhard Reintanz, die Verdienste des Gelehrten Arthur Wegner aus Anlass dessen 65. Geburtstages. Er war Mitunterzeichner eines Appells an Rechtswissenschaftler der Bundesrepublik gegen die Notstandsgesetze zusammen mit weiteren Professoren der Hallenser Juristenfakultät, namentlich Rudolf Herrmann, Rolf Lieberwirth, Gerhard Reintanz sowie Hans Spiller, und anderen namhaften Rechtswissenschaftlern aus der DDR.
Als Mitglied des Komitees zum Schutze der Menschenrechte nahm Büchner-Uhder an Podiumsgesprächen teil, beispielsweise zum Themenkomplex „Menschenrechte und Völkerrecht“ zusammen mit Peter Alfons Steiniger und Hermann Klenner sowie weiteren Juristen.
Unter Mitwirkung von Rechtswissenschaftlern der Universitäten Leipzig, Berlin, Jena und Halle leitete Büchner-Uhder eine Arbeitsgruppe, die das Programm für das in den 1970er Jahren wieder eingeführte Lehrgebiet Verwaltungsrecht in der DDR erstellte, das ab 1. September 1984 durch das Ministerium für Hoch- und Fachschulwesen in Kraft gesetzt wurde. Die Universität Leipzig war in der Arbeitsgruppe u. a. mit dem Verwaltungsrechtler Karl Bönninger vertreten. Seine Funktion an der Universität Halle wurde in „Leiter des Wissenschaftsbereichs Staats- und Verwaltungsrecht“ geändert.
Als Abgeordneter der Stadt Halle an der Saale gehörte Büchner-Uhder zu einer Delegation, die am 23. März 1987 nach Karlsruhe zur Vorbereitung eines Partnerschaftsvertrages fuhr. Der Vertrag wurde dann am 17. September 1987 während einer Sitzung der Stadtverordnetenversammlung Halle im Stadthaus unterzeichnet. Am 21. September desselben Jahres wurde die Städtepartnerschaft durch den Karlsruher Gemeinderat im Beisein des Hallenser Oberbürgermeisters Christoph Anders verbindlich gemacht. Eine so genannte „Westreise“ hatte er bereits 1963 zusammen mit seinem damaligen Prodekan Rolf Lieberwirth nach Frankfurt am Main unternommen, um dem einstigen Dekan der hallischen Juristenfakultät nach 1945 und langjährigen Ordinarius für Zivil- und Zivilprozessrecht Wolfgang Hein zu seinem 80. Geburtstag zu gratulieren und im Rahmen eines Festakts eine Laudatio zu halten.
Büchner-Uhder war ehrenamtliches Redaktionsmitglied der DDR-Fachzeitschrift „Staat und Recht“. Er gehörte zu den 18 Autoren des Nachschlagewerks Rechtshandbuch für den Bürger, das von Karl A. Mollnau 1985 und in einer weiteren Auflage 1986 herausgegeben wurde.
Nach der am 1. Januar 1991 erfolgten Abwicklung der Sektion Rechtswissenschaft der Martin-Luther-Universität Halle-Wittenberg betätigte sich Büchner-Uhder als Autor von juristischen Fach- und Lehrbüchern noch bis 1996.

## Veröffentlichungen (Auswahl)
- Kommunalrecht nach dem Landesrecht von Sachsen, Sachsen-Anhalt, Thüringen[19]
- Kommunalrecht für die neuen Bundesländer: Brandenburg, Mecklenburg-Vorpommern, Sachsen, Sachsen-Anhalt, Thüringen [Fallsammlung][20]
- Deutsches Staats- und Verwaltungsrecht. Systematische Darstellung unter Berücksichtigung der Rechtslage nach dem Beitritt der ehemaligen DDR[21]
- Kommunalverfassung: Handbuch für die kommunale Praxis in den neuen Bundesländern; Brandenburg, Mecklenburg-Vorpommern, Sachsen, Sachsen-Anhalt, Thüringen[22]
- Ein Kind ist da[23]
- Menschenrechte – eine Utopie?[24]
- Juristen nur für Wirtschaft und Justiz ?[25]
- Wissenschaftler, Humanist und Patriot[26]
- Staat, Recht, Wirtschaft. Beiträge der Juristischen Fakultät der Martin-Luther-Universität Halle-Wittenberg[27]
- Zur Stellung des sozialistischen Verwaltungsrechts im Rechtssystem der DDR[28]
- Der Bürger als Rechtssubjekt von Verwaltungsrechtsverhältnissen[29]
- Zur Extensität des Verwaltungsrechts[30]
- Die Chance des Mannes. Bemerkungen zu einem Buch von Günter Görlich[31]
- Zur Gewährleistung der Rechte der Bürger durch das Verwaltungsrecht.[32]